# Kościół Narodzenia Najświętszej Maryi Panny w Kosowie Lackim
Kościół Narodzenia Najświętszej Maryi Panny w Kosowie Lackim – rzymskokatolicki kościół parafialny znajdujący się w mieście Kosów Lacki, w województwie mazowieckim. Należy do dekanatu Sterdyń diecezji drohiczyńskiej.

## Historia
Obecna murowana świątynia została wybudowana w stylu neogotyckim w latach 1907-1924, dzięki staraniom dwóch proboszczów: księdza Antoniego Surackiego i jego następcy księdza Pawła Skwary. Kościół zaprojektował warszawski architekt Józef Pius Dziekoński. Stara świątynia została rozebrana i sprzedana w 1924 roku. W tym samym roku rozpoczęto odprawianie nabożeństw w nowym kościele. W czasie II wojny światowej budowla została mocno uszkodzona. W latach 1945-1951 dzięki staraniom parafian kościół został odrestaurowany pod kierunkiem księdza kanonika Władysława Stępnia, proboszcza w Kosowie Lackim i 9 listopada 1952 roku został konsekrowany przez księdza Ignacego Świrskiego, biskupa siedleckiego. Biskup drohiczyński, ksiądz Antoni Dydycz w asyście biskupa sandomierskiego, księdza Andrzeja Dzięgi w dniu 29 października 2006 roku uroczyście konsekrował nowy ołtarz soborowy, w którym zostały złożone relikwie św. Pio z Pietrelciny.